# 965

## Události
- zpráva židovsko-arabského kupce Ibráhíma ibn Jákuba o Praze, městě „z kamene a vápna a největšího co do obchodu“
- polský kníže Měšek I. se oženil s dcerou Boleslava I. Doubravkou

## Narození
- Boleslav III. Ryšavý († 1037 v Polsku), český kníže v letech 999–1002 a nakrátko znovu v roce 1003.

## Úmrtí
- Lev VIII., papež
- ? – Chuang Čchüan, čínský malíř (* 903)

## Hlavy států
- České knížectví – Boleslav I.
- Papež – Lev VIII. – Jan XIII.
- Svatá říše římská – Ota I. Veliký
- Anglické království – Edgar
- Skotské království – Dubh
- Polské knížectví – Měšek I.
- Východofranská říše – Ota I. Veliký
- Západofranská říše – Lothar I.
- Uherské království – Takšoň
- První bulharská říše – Petr I. Bulharský
- Byzanc – Nikeforos II.